# Pierre Vignon
Pour les articles homonymes, voir Vignon.
Pierre Vignon, né le 10 novembre 1736 à Neuilly-sur-Seine et mort le 7 février 1823 à Paris, est un homme politique français.

## Biographie
« Fils de Pierre Vignon, et de Marie-Jeanne Lesguilliez », Pierre Vignon, négociant, fit d'abord le commerce des vins à Paris avec beaucoup d'avantage et s'enrichit rapidement.
Il était juge consulaire en 1785 et 1786, lorsqu'il fut élu, le 13 mai 1789, troisième député du tiers état aux États généraux par la ville de Paris, avec 208 voix. Il prêta le serment du Jeu de paume. Confondu dans la foule, il vota silencieusement avec la majorité.
Il devint après la session président du tribunal de commerce de la capitale au début 1792. Il exerça ces fonctions pendant vingt ans jusqu'en novembre 1811 (et encore une année en 1817). C'est à ce titre qu'il présida, en 1803, la commission chargée par le ministre de l'Intérieur de la rédaction d'un projet de Code de commerce.
Rallié au 18 brumaire, il devint adjoint au maire du Xe arrondissement de Paris le 18 ventôse an VIII.

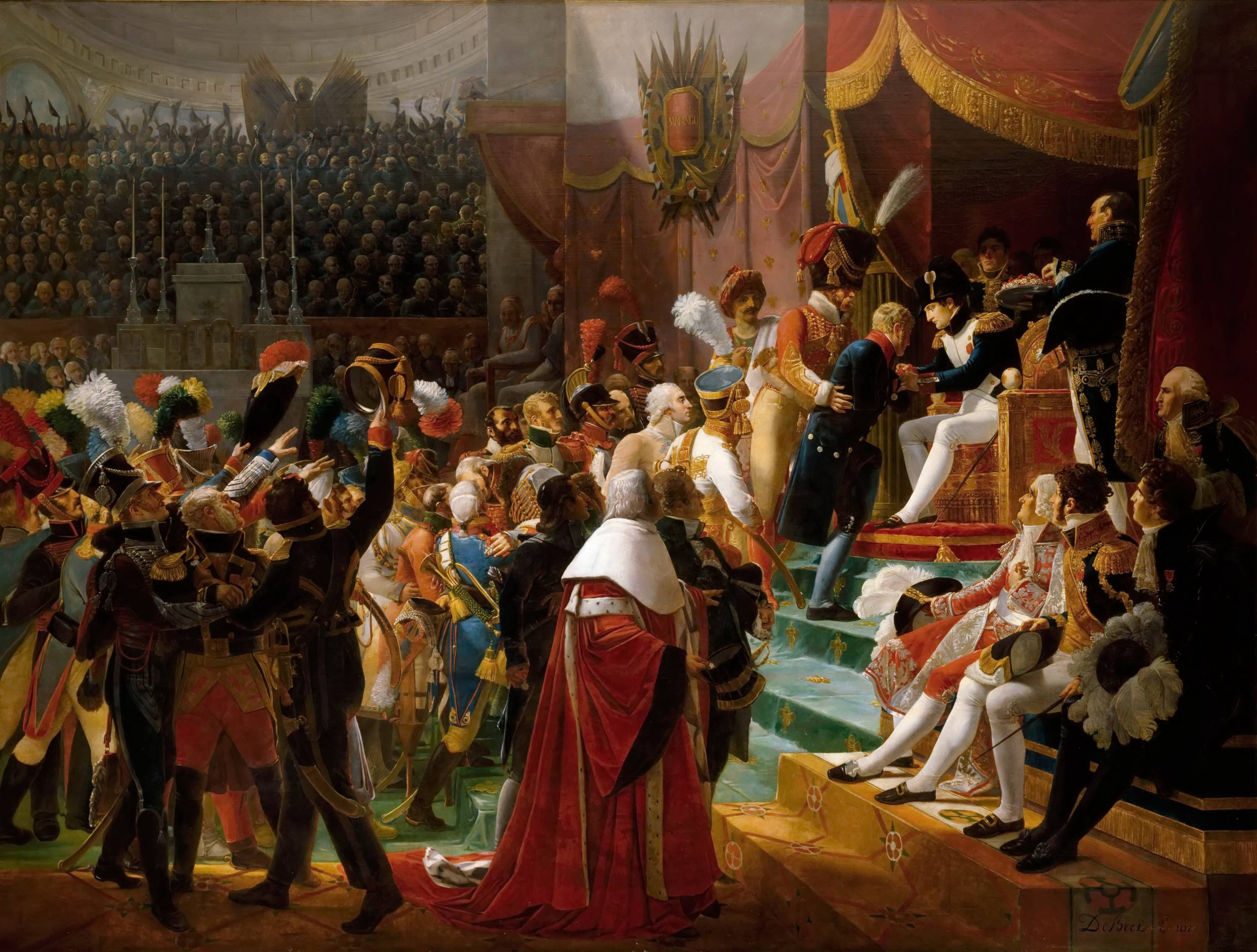
Première distribution des décorations de la Légion d’honneur, par l’empereur Napoléon Bonaparte le 14 juillet 1804 d’après le peintre Jean-Baptiste Debret.

Il fut l'un des récipiendaires de la croix de Légionnaire lors de la première distribution de la Légion d'honneur aux Invalides en 1804. Cette croix fut depuis changée en celle d'officier. Créé Baron de l'Empire par lettres patentes du 21 décembre 1808, son titre fut déclaré non transmissible en vertu du décret de 1814 de Louis XVIII.
Vignon fut remplacé dans ses fonctions de président en 1814. Il vivait encore à la fin de 1816, quoique les journaux eussent annoncé sa mort.
Il est enterré au cimetière du Père-Lachaise (37e division).

### Vie familiale
Unique fils de Pierre Vignon ( ✝ 23 octobre 1758 - Paris), aubergiste et négociant de vins en gros à Neuilly et Paris, et Marie Jeanne Lesguillier (née le 28 avril 1707 - Neuilly), Pierre Vignon épousa le 19 juin 1764 Marie-Jeanne Baroche et eut à son tour un seul fils :
- Charles Pierre (1766 ✝ 1839), avocat au Parlement de Paris, jurisconsulte, marguillier de la paroisse Saint-Germain-l'Auxerrois, administrateur de l'hôpital des Petites Maisons, marié le 19 janvier 1802 avec Nicole de Boutray, fille de Jacques de Boutray (30 octobre 1735 - Paris ✝ 1er avril 1800), Conseiller du roi, receveur général des finances, dont 3 fils :
  - Edouard Arsène Pierre (né le 28 août 1810 - Paris - 11/3/1895 Paris, 6e), magistrat, vice-président de la cour d'appel de Paris, Chevalier de la Légion d'honneur, marié en 1840 avec Octavie Stéphanie Boursier de Vertron (16 février 1821 - Paris ✝ 24 décembre 1909 - Paris (46, rue Jacob)), dont :
    - Paul (né le 7 juillet 1842 - Sens (Yonne)), Conseiller à la cour d'appel de Paris, officier de la Légion d'honneur, auteur de la branche aînée, actuellement représenté par son petit-fils, Hubert Vignon, chef de nom et d'armes ;
    - Henri Anthelme (30 juillet 1846 ✝ 23 octobre 1924), receveur particulier des finances, chevalier de la Légion d'honneur, marié en 1876 avec Berthe Elodie Caroline de Clercq (6 janvier 1854 ✝ 1924), fille de Alexandre Henry Johan de Clercq (23 décembre 1813 - Paris ✝ 3 décembre 1885), Diplomate et auteur, dont :
      - un fils aîné, chevalier de la Légion d'honneur, marié, dont postérité ;
      - un fils cadet, Pierre Vignon (1879-1968) saint-cyrien (promotion Marchand, 1898-1900), général, marié, dont :
        - 10 enfants, dont, le sixième, Sixte Vignon (5 janvier 1912 - Dijon ✝ fusillé le 7 juin 1944 - Goudon), saint-cyrien (promotion Joffre, 1930-1932), résistant, commandant d'un bataillon du Corps Franc Pommiès, au sein de l'O.R.A. ; un petit-fils est Jérôme Vignon

      - 3 filles ;
      - un fils benjamin, marié, dont postérité ;

  - Marie Amélie, mariée avec Pierre Martin de Gibergues, dont postérité.

La descendance de Pierre Vignon compte parmi les familles subsistantes de la noblesse d'Empire.

## Fonctions
- Juge consulaire (sous l'Ancien Régime) ;
- Député du tiers état aux États généraux (13 mai 1789) ;
- Président du tribunal de commerce de Paris (sous le Premier Empire) ;
- Président de la commission chargée de la rédaction d'un projet de Code de commerce (1803) ;
- Adjoint au maire du Xe arrondissement de Paris (18 ventôse an VIII).

## Titres
- Baron de l'Empire (lettres patentes du 21 décembre 1808).

## Distinctions
- Légion d'honneur
  - Légionnaire (14 juillet 1804 ou 25 Prairial An XII), puis,
  - Officier de la Légion d'honneur (le 15 janvier 1808).

## Règlement d'armoiries
« D'azur à la fasce de gueules chargée du signe des chevaliers légionnaires, accompagnée en chef d'un vaisseau d'or et en pointe d'une balance de même.,,, »

On reconnaîtra dans le symbolisme de ces armoiries les couleurs de la ville de Paris, d'azur et de gueules, l'étoile de la Légion d'honneur, le vaisseau d'or de la ville de Paris et la balance de la justice.